# IBM RS64

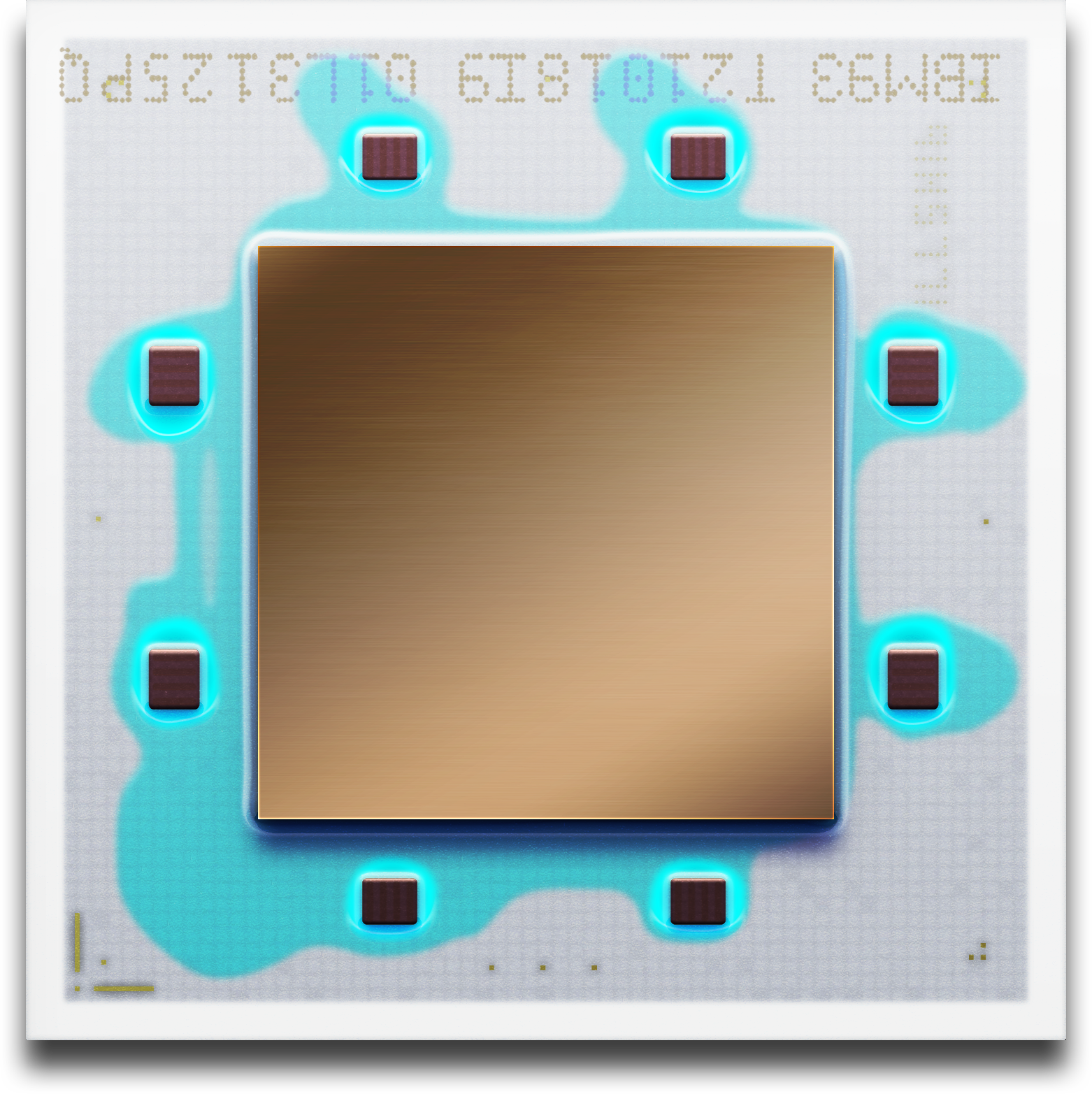
Microprocesseur RS64 Apache produit par IBM

Le RS64 ou PowerPC-AS est une gamme de processeurs 64 bits produits par IBM dans les années 1990 et utilisés dans les RS/6000 et AS/400.
Ces microprocesseurs implémentent l'architecture appelée "Amazon" ou "PowerPC-AS". Amazon est un sous-ensemble du jeu d'instruction du PowerPC. Les processeurs de cette famille sont optimisés pour une charge applicative de type "gestion" (calculs sur les entiers, cache importante) mais n'apportent pas des performances en virgule flottante.
La famille RS64 a été remplacée à l'arrivée du POWER4, qui avait été développée pour unifier les familles RS64 et PowerPC.